# Beinamar
Beinamar est une petite ville du Tchad.
Elle est le chef-lieu du département de la Dodjé dans la région du Logone Occidental.

## Économie
Agriculture et l'élevage

## Éducation
Ecole  du centre de ,école catholique saint-étienne,école evangelique,le College evangelique et un lycée appelé Lycée Joseph Yodeimane de Beinamar.